# Vlagyimir Boriszovics Kramnyik
 Ez a cikk a sakkjátszmák algebrai lejegyzését alkalmazza.
Vlagyimir Boriszovics Kramnyik (oroszul: Владимир Борисович Крамник, Tuapsze, 1975. június 25. –) orosz sakkozó, nagymester, 2000 és 2007 között sakkvilágbajnok, háromszoros sakkolimpiai aranyérmes, világkupa győztes (2013), sakkcsapat világbajnok (2013) és Európa-bajnok (1992), U18 ifjúsági sakkvilágbajnok (1991). Kétszeres sakk-Oscar-díjas (2000, 2006).
Egyike annak a tíz sakkozónak, akiknek játékereje pályafutásuk során átlépte a 2800 Élő-pontos határt a FIDE skáláján. Legmagasabb Élő-pontszáma 2817 volt, amit 2016. októberben ért el.
2019 januárjában bejelentette, hogy visszavonul a profi sakkozástól, és a gyermekek sakkoktatásával foglalkozik a továbbiakban.

## Élete és sakkpályafutása

### Korai pályája
Művészcsaládból származik. Apja festő és szobrász, művei megtalálhatók a krasznodari régióban. Anyja zenetanár. 4 éves korában a szüleitől tanulta meg a sakkszabályokat, és 5 éves korában kezdett el a sakkal foglalkozni a helyi úttörőpalotában. Hétévesen már első osztályú minősítéssel rendelkezett, 8 évesen megnyerte Tuapsze felnőtt bajnokságát. 11 évesen lett mesterjelölt, és a krasznodari régió egyik legjobb játékosának tartották.
Amikor Tuapszeból átköltöztek Moszkvába, akkor Botvinnik sakkiskolájába került, ahol Kaszparov is foglalkozott vele. 1988-ban a Szovjetunió ifjúsági bajnokságán a holtversenyes 5. helyet szerezte meg. Első nemzetközi versenyén 1989-ben a 2. helyen végzett az U14 korosztályos ifjúsági sakkvilágbajnokság#U14 világbajnokokon Veszelin Topalov mögött. 1990-ben 3. helyen végez a Szovjetunió ifjúsági bajnokságán. 1991-ben 16 éves korában megnyerte a 18 éven aluliak ifjúsági sakkvilágbajnokságát.

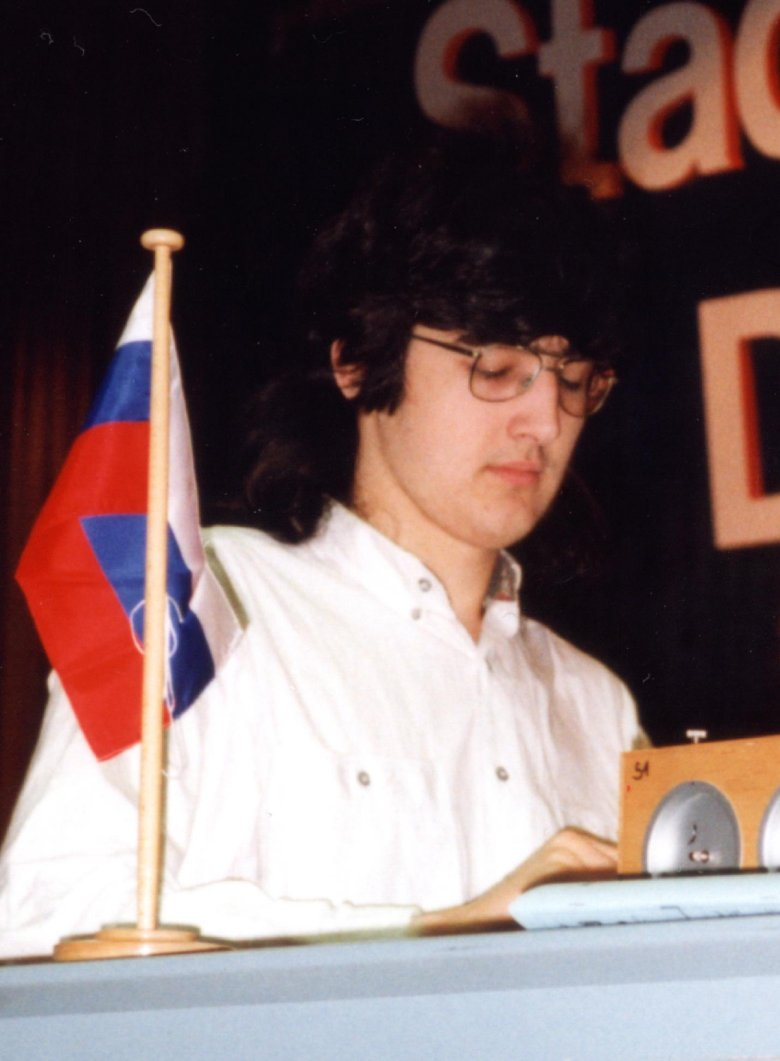
Vlagyimir Kramnyik (1993)

1990-ben, 15 évesen Kujbisevben Oroszország bajnokságán holtversenyben az 1–5. helyen végzett, a holtversenyt eldöntő számítás alapján a 2. helyet szerezte meg. 1991-ben a Szovjetunió sakkbajnokságán a 64-résztvevős svájci rendszerű versenyen a 16. helyen végzett. Ebben az évben Herszonban megnyerte az ifjú mesterek szovjet bajnokságát.
1992. jelentette számára az áttörés évét. Győzött Gausdallban a Troll Masters versenyen, holtversenyes 1. helyezést ért el Dortmundban és egyedüli elsőséget szerez Halkidikíben.
1992-ben (16 évesen) Kaszparov javaslatára bekerült az orosz válogatottba a manilai sakkolimpián, és kimagasló eredményt (8,5 pont 9 játszmából) elérve járult hozzá a csapat olimpiai bajnoki címéhez. Egyéni teljesítménye alapján még két aranyérmet nyert, mint a legjobb 1. tartalék, és mint a mezőnyben a legjobb teljesítményértéket elérő játékos. Ezzel az eredményével egyidejűleg szerezte meg a nemzetközi mesteri és a nagymesteri címet.

### Világbajnokjelölti versenyeken
A Nemzetközi Sakkszövetség (FIDE) által szervezett 1996-os FIDE-sakkvilágbajnokság 1993-ban Bielben rendezett zónaközi versenyén elért 9. helyével kiharcolta a jogot, hogy részt vehessen a világbajnokjelöltek versenyének párosmérkőzéses szakaszában. Az első körben 4,5–2,5-re legyőzte az izraeli Leonid Yudasint, a negyeddöntőben azonban 4,5–3,5 arányban vereséget szenvedett az izraeli színekben versenyző Borisz Gelfandtól.
Ugyanebben az évben a párosmérkőzéses szakaszba kerülést megismételte a PCA által szervezett világbajnoki versenysorozaton is. 1993-ban Groningenben az 1995-ös klasszikus sakkvilágbajnokság keretében rendezett kvalifikációs versenyen elért 4. helyezésével kiharcolta a jogot, hogy részt vegyen a Professzionális Sakkszövetség (PCA) világbajnokjelöltek versenyének párosmérkőzéses szakaszában. A negyeddöntőben azonban – a később a döntőig jutó – Gata Kamskytól 4,5–1,5 arányban vereséget szenvedett.
Az 1999-es FIDE-sakkvilágbajnokságon, a Las Vegasban rendezett egyenes kieséses versenyen az előcsatározások során először Szergej Tyivjakov, majd Viktor Korcsnoj ellen győzött 1,5–0,5-re, majd a negyeddöntőbe jutásért a bolgár Veszelin Topalovot verte 3–1 arányban. A negyeddöntőben azonban 4–2 arányban vereséget szenvedett az angol Michael Adamstól.

### Világbajnok
A 2000-es klasszikus sakkvilágbajnokság keretében a világbajnok kihívójának kiválasztására kvalifikációs mérkőzést kellett játszania Alekszej Sirovval. A mérkőzést elvesztette, azonban mivel Sirov és Kaszparov nem tudtak megegyezni a világbajnoki mérkőzés feltételeiben, Kramnyik játszhatott a címért. A 2000. októberben Londonban rendezett 16 játszmás párosmérkőzésen elhódította a Professzionális Sakk Szövetség (PCA) „klasszikus” világbajnoki címét Garri Kaszparovtól, miután 8,5–6,5 arányban győzött ellene.
2004 végén sikerrel védte meg címét a magyar Lékó Péter ellen. Mérkőzésük a svájci Brissagóban döntetlennel zárult, miután Kramnyik megnyerte az utolsó, 14. játszmát, és a döntetlen a világbajnoki cím megvédését jelentette számára.
2006. októberben a PCA klasszikus világbajnoki címét védő Kramnyik címegyesítő mérkőzésen megküzdött a bolgár Veszelin Topalovval, a FIDE-világbajnokkal. Miután a 12 játszmás mérkőzés döntetlenre végződött, Kramnyik 2,5-1,5-re megnyerte a rájátszást, és ezzel ő lett a sakk egyetlen világbajnoka. (A PCA és a FIDE világbajnoki címe 1993-ban vált ketté, amikor a FIDE-világbajnok Kaszparov szakított a FIDE-vel és a kihívója, Nigel Short elleni mérkőzés lebonyolítására létrehozták a PCA-t.)
Kramnyik 2007. szeptemberben vesztette el címét, amikor a világbajnokjelöltek versenyén az indiai Visuvanádan Ánand mögött csak a 2. helyet szerezte meg.
További világbajnoki szereplései
A 2008-as sakkvilágbajnokságon a Visuvanádan Ánand elleni világbajnoki címért folyó párosmérkőzést 6,5–4,5 arányban elvesztette, így nem tudta visszaszerezni a címét.
A 2013-as sakkvilágbajnokságon a világbajnokjelöltek versenyének döntőjében holtversenyben Magnus Carlsennel végzett az 1. helyen, de a világbajnoki címért Carlsen mérkőzhetett meg a regnáló világbajnokkal Visuvanádan Ánanddal.

### Versenyeredményei
| Év   | Város             | Verseny                                     | + | − | =  | Eredmény | Helyezés |
| ---- | ----------------- | ------------------------------------------- | - | - | -- | -------- | -------- |
| 1990 | Kujbisev          | Oroszország bajnoksága                      |   |   |    | 9½/15    | 1-4      |
| 1991 | Herszon           | Ifjú mesterek bajnoksága                    |   |   |    | 8/13     | 1-3      |
| 1992 | Gausdal           | Troll masters                               |   |   |    | 6½/9     | 1-6      |
|      | Dortmund          | Dortmund-open                               |   |   |    | 8½/11    | 1-3      |
|      | Manila            | Olimpia, 2. tartalék                        |   |   |    | 8½/9     |          |
|      | Halkidikí         | XIV. kategória                              |   |   |    | 7½/11    | 1        |
|      | Debrecen          | Sakkcsapat Európa-bajnokság: 2. tábla       |   |   |    | 6/7      |          |
| 1993 | Madrid            | XIV. kategória                              |   |   |    | 6½/9     | 1-3      |
|      | Amszterdam        | XVII. kategória                             |   |   |    | 3½/6     | 1-3      |
|      | Luzern            | Sakkcsapat világbajnokság: 1. tábla         |   |   |    | 6/7      |          |
| 1994 | New York          | Grand Prix (villámsakk): döntő Kaszparovval |   |   |    | 1½ : 0½  | Győzelem |
| 1995 | Dortmund          | XVII. kategória                             |   |   |    | 7/9      | 1        |
| 1996 | Dortmund          | XVIII. kategória                            |   |   |    | 7/9      | 1-2      |
| 1997 | Dos Hermanas      | XIX. kategória                              |   |   |    | 6/9      | 1-2      |
|      | Dortmund          | XVIII kategória                             |   |   |    | 6½/9     | 1        |
| 1998 | Frankfurt am Main | XXII. kategória                             |   |   |    | 4/6      | 1        |
|      | Dortmund          | XVIII. kategória                            |   |   |    | 6½/6     | 1-3      |
| 1999 | Monaco            | villámsakk                                  |   |   |    | 14½/22   | 1        |
| 2000 | Dortmund          | XVII. kategória                             |   |   |    | 6/9      | 1-2      |
|      | London            | PCA-világbajnoki mérkőzés Kaszparovval      | 2 | 0 | 13 | 8½/15    |          |
| 2001 | Dortmund          | XXI. kategória                              |   |   |    | 6½/10    | 1-2      |
| 2002 | Manáma            | Mérkőzés a Deep Fritz sakkprogrammal        |   |   |    | 4/8      |          |
| 2003 | Linares           | XX. kategória                               |   |   |    | 7/12     | 1-2      |
| 2004 | Linares           | XX. kategória                               |   |   |    | 7/12     | 1        |
|      | Brissago          | PCA-világbajnoki mérkőzés Lékó Péterrel     | 2 | 2 | 10 | 7/14     |          |
| 2006 | Torino            | Olimpia: 1. tábla                           |   |   |    | 6½/9     |          |
|      | Eliszta           | Világbajnoki mérkőzés Veszelin Topalovval   | 5 | 4 | 7  | 8½/16    |          |
| 2007 | Monaco            | Villámsakk                                  |   |   |    | 15½/22   | 1        |
|      | Dortmund          | Nemzetközi verseny                          | 3 | 0 | 4  | 5/7      | 1        |
|      | Moszkva           | Tal-emlékverseny                            | 4 | 0 | 5  | 6½/9     | 1        |
| 2009 | Dortmund          | Dortmund 2009, 37. nemzetközi verseny       | 3 | 0 | 7  | 6½/10    | 1        |
|      | Moszkva           | Tal-emlékverseny 2009                       | 3 | 0 | 6  | 6/9      | 1        |
|      | London            | London 2009 , nemzetközi verseny            | 3 | 1 | 7  | 4½/7     | 2        |
| 2010 | Dortmund          | Dortmund 2010, 38. nemzetközi verseny       | 2 | 2 | 6  | 5/10     | 3        |
|      | Sanghaj           | Sanghaj 2010, nemzetközi verseny            | 1 | 1 | 4  | 7/18     | 2        |
|      | Hanti-Manszijszk  | Olimpia: 1. tábla                           |   |   |    | 5½/9     |          |
|      | Bilbao            | Bilbao 2010, nemzetközi verseny             | 2 | 0 | 4  | 10/18    | 1        |
| 2011 | Wijk aan Zee      | Wijk aan Zee 2011, 73. nemzetközi verseny   | 3 | 1 | 9  | 7½/13    | 5—6      |
| 2012 | Moszkva           | Tal-emlékverseny 2012                       | 2 | 2 | 5  | 4½/9     | 4—7      |
| 2013 | London            | Világbajnokjelöltek versenye                | 4 | 1 | 9  | 8½/14    | 1—2      |
|      | Dortmund          | Dortmund, nemzetközi verseny                | 5 | 1 | 3  | 6½/9     | 2        |

## Szereplései csapatban

### Olimpiai szereplései
1992–2018 között tíz olimpián vett részt Oroszország válogatottjában. Csapatban 1992-ben Manilában, 1994-ben Moszkvában és 1996-ban Jerevánban aranyérmet, 2010-ben Hanti-Manszijszkban és 2012-ben Isztambulban ezüstérmet, 2016-ban Bakuban és 2018-ban Batumiban bronzérmet szerzett. Emellett egyéniben 1992-ben 1. tartalékként két aranyérmet, 2006-ban az 1. táblán és 2016-ban a 2. táblán is aranyérmet szerzett.

### Csapatvilágbajnokság
A sakkcsapat világbajnokságon Oroszország csapatában 1993-ban bronz, 2013-ban aranyérmet nyert.

### Csapat Európa-bajnokság
1992-ben szerepelt Oroszország csapatában a sakkcsapatok Európa-bajnokságán. Oroszország színeiben csapatban egy, teljesítménye alapján egyéniben még két aranyérmet szerzett.

## Családja
2006. december 30-án házasodott össze Marie-Laure Germon francia újságíróval. 2008-ban született Daria nevű lányuk és 2013-ban Vadim nevű fiuk. Mindannyian Párizsban élnek.

## Megjelent művei
- В. Крамник, Я. Дамский: Прорыв. — Москва: Наука. Интерпериодика, 2000. ISBN 5-7846-0032-X (oroszul)
- Vladimir Kramnik, Iakov Damsky: Kramnik. My life and games, Everyman Chess Series, Trowbridge, Wilts. 2000 (angol kiadás) ISBN 978-1-857442-70-0 (angolul)
- Vladimir Kramnik (1994). Mikhail Tal I-III (2017 Games) 3 Chess Books. Chess Stars.
- Vladimir Kramnik et al. (1996). Positional Play. Batsford Ltd. ISBN 978-0-713478-79-2.
- Vladimir Kramnik et al. (2000). Proryv. ISBN 978-5-784600-32-5.
- Igor Sukhin, Vladimir Kramnik (2007). Chess Gems: 1,000 Combinations You Should Know. Mongoose Press. ISBN 978-0-979148-25-5.
- Daniel Lovas (2007). Vladmir Kramnik (The Chess Greats of the World). Caissa Chess Books. ISBN 9-638-71415-8.
- A. Kalinin (2011). Vladimir Kramnik. Great Chess Combinations. Russian Chess House. ISBN 978-5-946931-71-7.
- Richard Forster, Vladimir Kramnik (2011). The Zurich Chess Club, 1809-2009. McFarland & Co Inc. ISBN 978-0-786460-64-9.
- Cyrus Lakdawala (2012). Kramnik: Move by Move. Everyman Chess. ISBN 978-1-857449-91-4.

## Emlékezetes játszmái
|    | |    |    |    |    |    |    |
|    | \| \| \| \| \| \| \| \| \| \| \| \| \| \| \| \| \| \| \| \| \| \| \| \| \| \| \| \| \| \| \| \| \| \| \| \| \| \| \| \| \| \| \| \| \| \| \| \| \| \| \| \| \| \| \| \| \| \| \| \| \| \| \| \| \| \| \| \| \| \| \| \| |    |    |    |    |    |    |
|    | |    |    |    |    |    |    |
| a8 | b8 | c8 | d8 | e8 | f8 | g8 | h8 |
| a7 | b7 | c7 | d7 | e7 | f7 | g7 | h7 |
| a6 | b6 | c6 | d6 | e6 | f6 | g6 | h6 |
| a5 | b5 | c5 | d5 | e5 | f5 | g5 | h5 |
| a4 | b4 | c4 | d4 | e4 | f4 | g4 | h4 |
| a3 | b3 | c3 | d3 | e3 | f3 | g3 | h3 |
| a2 | b2 | c2 | d2 | e2 | f2 | g2 | h2 |
| a1 | b1 | c1 | d1 | e1 | f1 | g1 | h1 |

| a8 | b8 | c8 | d8 | e8 | f8 | g8 | h8 |
| a7 | b7 | c7 | d7 | e7 | f7 | g7 | h7 |
| a6 | b6 | c6 | d6 | e6 | f6 | g6 | h6 |
| a5 | b5 | c5 | d5 | e5 | f5 | g5 | h5 |
| a4 | b4 | c4 | d4 | e4 | f4 | g4 | h4 |
| a3 | b3 | c3 | d3 | e3 | f3 | g3 | h3 |
| a2 | b2 | c2 | d2 | e2 | f2 | g2 | h2 |
| a1 | b1 | c1 | d1 | e1 | f1 | g1 | h1 |

Kaszparov–Kramnyik, 1996. 0–1 35 lépés, Fél-szláv védelem, meráni, Wade-változat (ECO D47)
1.d4 d5 2.c4 c6 3.Hc3 Hf6 4.Hf3 e6 5.e3 Hbd7 6.Fd3 dxc4 7.Fxc4 b5 8.Fd3 Fb7 9.O-O a6 10.e4 c5 11.d5 c4 12.Fc2 Vc7 13.Hd4 Hc5 14.b4 cxb3 15.axb3 b4 16.Ha4 Hcxe4 17.Fxe4 Hxe4 18.dxe6 Fd6 19.exf7+ Vxf7 20.f3 Vh5 21.g3 (diagram) O-O 22.fxe4 Vh3 23.Hf3 Fxg3 24.Hc5 Bxf3 25.Bxf3 Vxh2+ 26.Kf1 Fc6 27.Fg5 Fb5+ 28.Hd3 Be8 29.Ba2 Vh1+ 30.Ke2 Bxe4+ 31.Kd2 Vg2+ 32.Kc1 Vxa2 33.Bxg3 Va1+ 34.Kc2 Vc3+ 35.Kb1 Bd4 0-1
Kramnyik–Kaszparov, Moszkva 1994. 1–0 41 lépés, Királyindiai védelem, Petroszján-változat (ECO E93)
1.Hf3 Hf6 2.c4 g6 3.Hc3 Fg7 4.e4 d6 5.d4 O-O 6.Fe2 e5 7.d5 Hbd7 8.Fe3 Hg4 9.Fg5 f6 10.Fh4 h5 11.Hd2 Hh6 12.f3 Hf7 13.Vc2 Fh6 14.O-O-O c5 15.dxc6 bxc6 16.Kb1 a5 17.Ha4 c5 18.Hc3 Fe3 19.Hd5 Fd4 20.Hb3 Fb7 21.Hxd4 cxd4 22.f4 Bb8 23.Bhf1 Hh6 24.c5 Fxd5 25.exd5 Hf5 26.fxe5 Hxh4 27.exd6 He5 28.Bxd4 Hf5 29.Bxf5 gxf5 30.Vxf5 Kg7 31.Fxh5 Bh8 32.Bg4+ Kf8 33.Ve6 Bb7 34.c6 Bxb2+ 35.Kxb2 Vb6+ 36.Ka3 Vc5+ 37.Ka4 Vc2+ 38.Kb5 Vb2+ 39.Ka6 Ve2+ 40.Kb7 Bh7+ 41.d7 1-0

|    | |    |    |    |    |    |    |
|    | \| \| \| \| \| \| \| \| \| \| \| \| \| \| \| \| \| \| \| \| \| \| \| \| \| \| \| \| \| \| \| \| \| \| \| \| \| \| \| \| \| \| \| \| \| \| \| \| \| \| \| \| \| \| \| \| \| \| \| \| \| \| \| \| \| \| \| \| \| \| \| \| |    |    |    |    |    |    |
|    | |    |    |    |    |    |    |
| a8 | b8 | c8 | d8 | e8 | f8 | g8 | h8 |
| a7 | b7 | c7 | d7 | e7 | f7 | g7 | h7 |
| a6 | b6 | c6 | d6 | e6 | f6 | g6 | h6 |
| a5 | b5 | c5 | d5 | e5 | f5 | g5 | h5 |
| a4 | b4 | c4 | d4 | e4 | f4 | g4 | h4 |
| a3 | b3 | c3 | d3 | e3 | f3 | g3 | h3 |
| a2 | b2 | c2 | d2 | e2 | f2 | g2 | h2 |
| a1 | b1 | c1 | d1 | e1 | f1 | g1 | h1 |

| a8 | b8 | c8 | d8 | e8 | f8 | g8 | h8 |
| a7 | b7 | c7 | d7 | e7 | f7 | g7 | h7 |
| a6 | b6 | c6 | d6 | e6 | f6 | g6 | h6 |
| a5 | b5 | c5 | d5 | e5 | f5 | g5 | h5 |
| a4 | b4 | c4 | d4 | e4 | f4 | g4 | h4 |
| a3 | b3 | c3 | d3 | e3 | f3 | g3 | h3 |
| a2 | b2 | c2 | d2 | e2 | f2 | g2 | h2 |
| a1 | b1 | c1 | d1 | e1 | f1 | g1 | h1 |

Gelfand–Kramnyik, 1994. 0–1 28 lépés, Fél-szláv védelem, Stoltz-változat, Sabalov-támadás (ECO D45)
1.d4 d5 2.c4 c6 3.Hc3 Hf6 4.Hf3 e6 5.e3 Hbd7 6.Vc2 Fd6 7.g4 Fb4 8.Fd2 Ve7 9.a3 Fxc3 10.Fxc3 b6 11.Fd3 Fa6 12.Va4 dxc4 13.Vxa6 cxd3 14.Vxd3 O-O 15.g5 Hd5 16.Fd2 f5 17.O-O-O c5 18.Kb1 b5 19.Vxb5 Bab8 20.Va5 Bb3 21.Ka2 Bfb8 22.Bb1 e5 23.Bhc1 Ve6 24.Ka1 exd4 25.Bxc5 Hxc5 26.Vxc5 (diagram) Hc3 27.Hxd4 Bxb2 28.Bxb2 Va2+ világos feladta, mert 29. Bxa2-re Bb1 matt 0-1